# 가브리엘 발렌시아

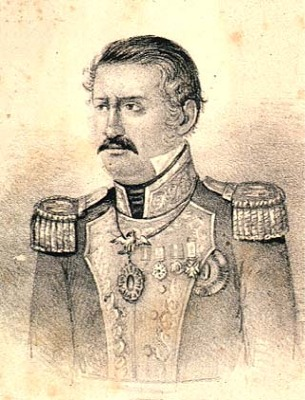
가브리엘 발렌시아의 석판화 (1848년)

가브리엘 발렌시아 (Gabriel Valencia, 1799년 ~ 1848년)는 멕시코 공화국 초기의 군인이었다. 1845년 12월 30일부터 1846년 1월 2일까지 멕시코의 임시 대통령으로 재임하였다.
발렌시아는 멕시코의 독립전에 스페인 식민군에 입대하였지만, 1821년에 멕시코 군대로 옮겼다. 군대와 정부에 인맥을 쌓으면서, 멕시코 정계에 거물로 떠올랐다.